# Edward C. Merrill, Jr
Edward C. Merrill, Jr, né le 29 janvier 1920 à Asheville et mort le 27 janvier 1995 à Asheville, est le quatrième Président de l'Université Gallaudet à Washington, DC. Sous son administration, de 1969 à 1983, le Collège a fait les préparatifs pour l'élargissement de la population des élèves sourds en raison de la Rubéole de l'épidémie dans les années 1960. Cela a été appelé "The Rubella Bulge". Dr Merrill a également supervisé l'ère de la  Laboratoire Stokoe de Linguistique lors de l'utilisation de la Langue des signes Américaine comme une langue humaine naturelle acquis l'acceptation croissante dans l'éducation des Sourds.

## Biographie

### Études
Il a obtenu un baccalauréat en anglais de l'Université de Caroline du Nord en 1942, d'une maîtrise en Administration de l'Éducation et de la Supervision de l'Université du Tennessee , en 1948, et un doctor Diplôme en Administration de l'Éducation de George Peabody College pour les Enseignants en 1954. Il a reçu un honneur de LL.D. degré par Gallaudet en 1969.
Il est un des membres honoraires de la Fédération mondiale des sourds.